# Siaka Tiéné
Siaka Chico Tiéné (Abidjan, 22 februari 1982) is een Ivoriaans voormalig betaald voetballer die bij voorkeur op het middenveld speelde.
Hij begon bij ASEC Mimosas en kwam via het Zuid-Afrikaanse Mamelodi Sundowns in 2005 naar Frankrijk bij AS Saint-Étienne. In het seizoen 2006/07 speelde hij op huurbasis voor Stade Reims en van 2008 tot 2010 kwam hij uit voor Valenciennes. Hij verruilde in 2013 Paris Saint-Germain transfervrij voor Montpellier waar hij in 2015 zijn loopbaan beëindigde. In april 2000 debuteerde hij in het Ivoriaans voetbalelftal, waarvoor hij bijna honderd interlands speelde.
Hij voetbalde met het Ivoriaans nationaal elftal op het Wereldkampioenschap voetbal 2006 en 2010. Ook speelde hij op zeven edities van het Afrikaans kampioenschap voetbal en maakte deel uit van het winnende team in 2015.

## Carrière
- 1999-2003: ASEC Mimosas
- 2003-2005: Mamelodi Sundowns
- 2005-2008: AS Saint-Etienne
  - 2006-2007: Stade Reims (huur)
- 2008-2010: Valenciennes FC
- 2010-2013 : Paris Saint-Germain
- 2013-2015 : Montpellier

## Erelijst
ASEC Mimosas
- Ivoriaans landskampioen

2000, 2001, 2002 en 2003
- Ivoriaans bekerwinnaar

2003
 Paris Saint-Germain
- Ligue 1

2013
 Ivoorkust
- Afrikaans kampioenschap voetbal

2015